# Roberto Ferrari (atleta)
Roberto Ferrari (Cremona, 24 marzo 1967) è un ex altista italiano.

## Biografia
Vanta un primato personale di 2,30 m ottenuto il 26 giugno 1993 nella finale di Coppa Europa conclusa al terzo posto con la stessa misura del vincitore, il vicecampione del mondo Artur Partyka. Nello stesso anno partecipò ai campionati mondiali dove, nonostante i 2,25 m superati in qualificazione, non ottenne l'accesso alla finale per maggior numero di errori rispetto ad altri atleti con la stessa misura.
Nel marzo del 1994 partecipò ai campionati europei indoor, ma la misura di 2,20 m saltata in qualificazione non gli bastò a raggiungere la finale. Analogo risultato ottenne ai campionati europei nell'agosto dello stesso anno
Fu due volte campione italiano assoluto, nel 1992 e nel 1994.

## Campionati nazionali
1988
- Argento ai campionati italiani assoluti indoor, salto in alto - 2,20 m

1992
- Oro ai campionati italiani assoluti, salto in alto - 2,22 m

1994
- Oro ai campionati italiani assoluti, salto in alto - 2,22 m

## Altre competizioni internazionali
1990
- 5º al Golden Gala ( Bologna), salto in alto - 2,20 m

1993
- Bronzo in Coppa Europa ( Roma), salto in alto - 2,30 m

1994
- 8º al Golden Gala ( Roma), salto in alto - 2,25 m
- 8º all'Athletissima ( Losanna), salto in alto - 2,15 m